# Salpidae
Salpidae (tiếng Anh gọi là Salp) là một họ các loài sống đuôi sống phù du.

## Đặc điểm
Những sinh vật này có màu trong như thạch vì trông nó trong suốt. Chúng có dạng hình thùng, và thường di chuyển bằng cách co người lại, bơm nước qua cơ thể trong suốt của nó, trông gần giống như thạch và không thể nhìn thấy bên trong nó ngoại trừ một đốm màu vàng. Cơ thể trong suốt như thạch giúp chúng bảo vệ mình khỏi kẻ thù khi nổi trên mặt nước. Chúng thường sinh sống ở các vùng biển lạnh. Chúng vô hại và thường ăn những sinh vật phù du. Salps được biết đến là loài có cách sinh sống khá độc đáo, tùy từng chu kỳ mà chúng sống đơn lẻ hay tập thể. Với chu kỳ sống theo nhóm, Salps sẽ liên kết cơ thể của chúng thành một chuỗi lớn và cùng di chuyển, cùng ăn và phát triển.

## Phân loại
Tài liệu World Register of Marine Species liệt kê các loài sau đây trong họ Salpidae.
- Bộ Salpida
  - Họ Salpidae
    - Phân họ Cyclosalpinae
      - Chi Cyclosalpa de Blainville, 1827[3]
        - Cyclosalpa affinis (Chamisso, 1819)
        - Cyclosalpa bakeri Ritter, 1905
        - Cyclosalpa foxtoni Van Soest, 1974
        - Cyclosalpa ihlei  van Soest, 1974
        - Cyclosalpa pinnata (Forskål, 1775)
        - Cyclosalpa polae  Sigl, 1912
        - Cyclosalpa quadriluminis  Berner, 1955
        - Cyclosalpa sewelli  Metcalf, 1927
        - Cyclosalpa strongylenteron  Berner, 1955

      - Chi Helicosalpa  Todaro, 1902[4]
        - Helicosalpa komaii   (Ihle & Ihle-Landenberg, 1936)
        - Helicosalpa virgula   (Vogt, 1854)
        - Helicosalpa younti   Kashkina, 1973

    - Phân họ Salpinae
      - Chi Brooksia Metcalf, 1918 [5]
        - Brooksia berneri  van Soest, 1975
        - Brooksia rostrata  (Traustedt, 1893)

      - Chi Ihlea Metcalf, 1919[6]
        - Ihlea magalhanica   (Apstein, 1894)
        - Ihlea punctata   (Forskål, 1775)
        - Ihlea racovitzai   (van Beneden & Selys Longchamp, 1913)

      - Chi Metcalfina[7]
        - Metcalfina hexagona   (Quoy & Gaimard, 1824)

      - Chi Pegea Savigny, 1816[8]
        - Pegea bicaudata  (Quoy & Gaimard, 1826)
        - Pegea confederata (Forsskål, 1775)

      - Chi Ritteriella Metcalf, 1919[9]
        - Ritteriella amboinensis  (Apstein, 1904)
        - Ritteriella picteti (Apstein, 1904)
        - Ritteriella retracta  (Ritter, 1906)

      - Chi Salpa Forskål, 1775[10]
        - Salpa aspera  Chamisso, 1819
        - Salpa fusiformis Cuvier, 1804
        - Salpa gerlachei  Foxton, 1961
        - Salpa maxima Forskål, 1775
        - Salpa thompsoni (Foxton, 1961)
        - Salpa tuberculata  Metcalf, 1918
        - Salpa younti  van Soest, 1973

      - Chi Soestia (also accepted as Iasis)[11]
        - Soestia cylindrica  (Cuvier, 1804)
        - Soestia zonaria  (Pallas, 1774)

      - Chi Thalia[12]
        - Thalia cicar  van Soest, 1973
        - Thalia democratica Forskål, 1775
        - Thalia longicauda Quoy & Gaimard, 1824
        - Thalia orientalis Tokioka, 1937
        - Thalia rhinoceros Van Soest, 1975
        - Thalia rhomboides Quoy & Gaimard, 1824
        - Thalia sibogae Van Soest, 1973

      - Chi Thetys Tilesius, 1802[13]
        - Thetys vagina Tilesius, 1802

      - Chi Traustedtia[14]
        - Traustedtia multitentaculata Quoy & Gaimard, 1834

      - Chi Weelia Yount, 1954[15]
        - Weelia cylindrica  (Cuvier, 1804)